# Extracción de cobre en Míchigan

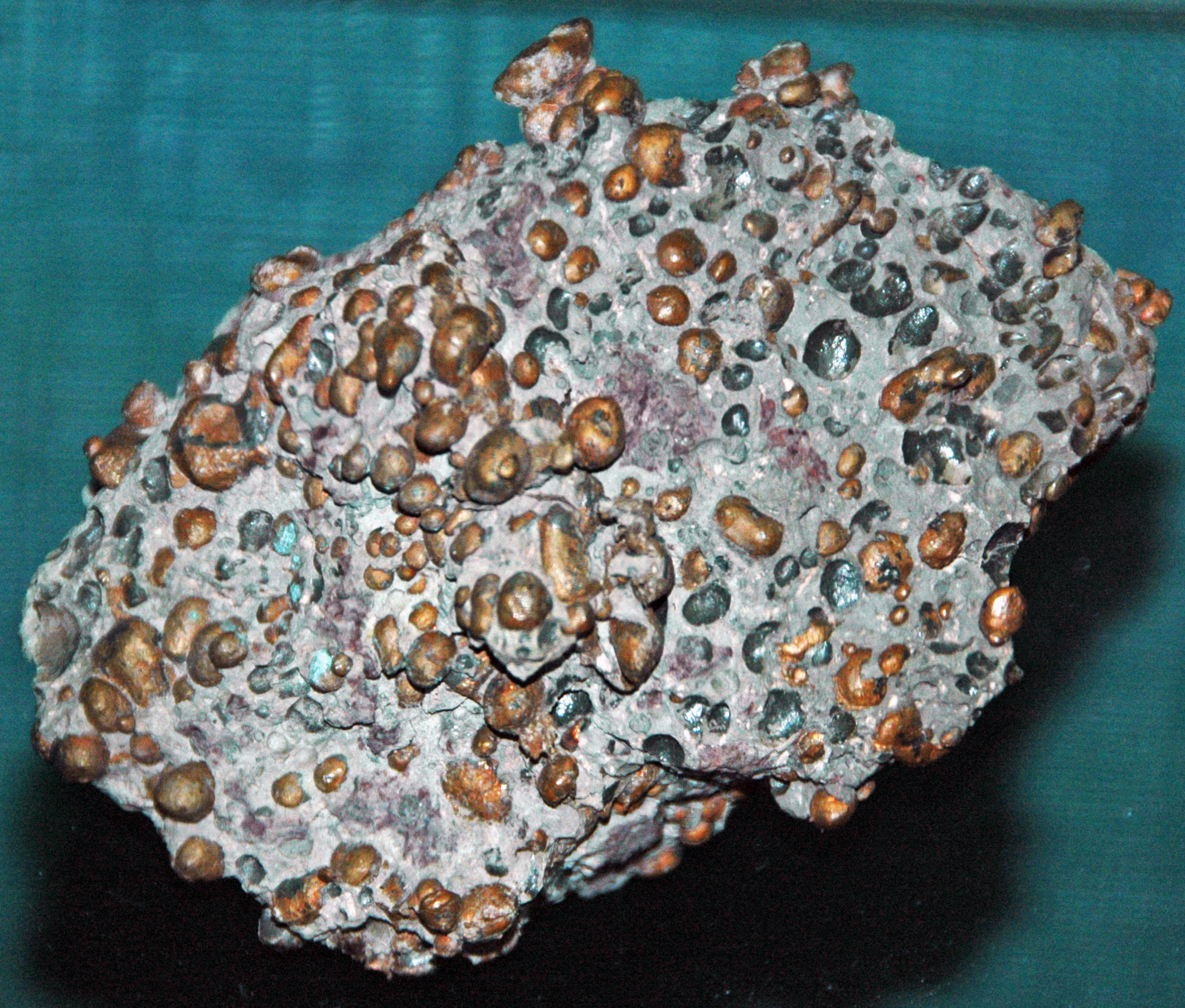
Basalto amígdaloidal cuprífero, "Cobre de tiro". Mina Wolverine, Kearsarge, Míchigan.

La extracción de cobre en Míchigan se convirtió en una importante industria en el siglo XIX y principios del XX. Su auge marcó el inicio de la minería del cobre como industria importante en Estados Unidos.

## Geología

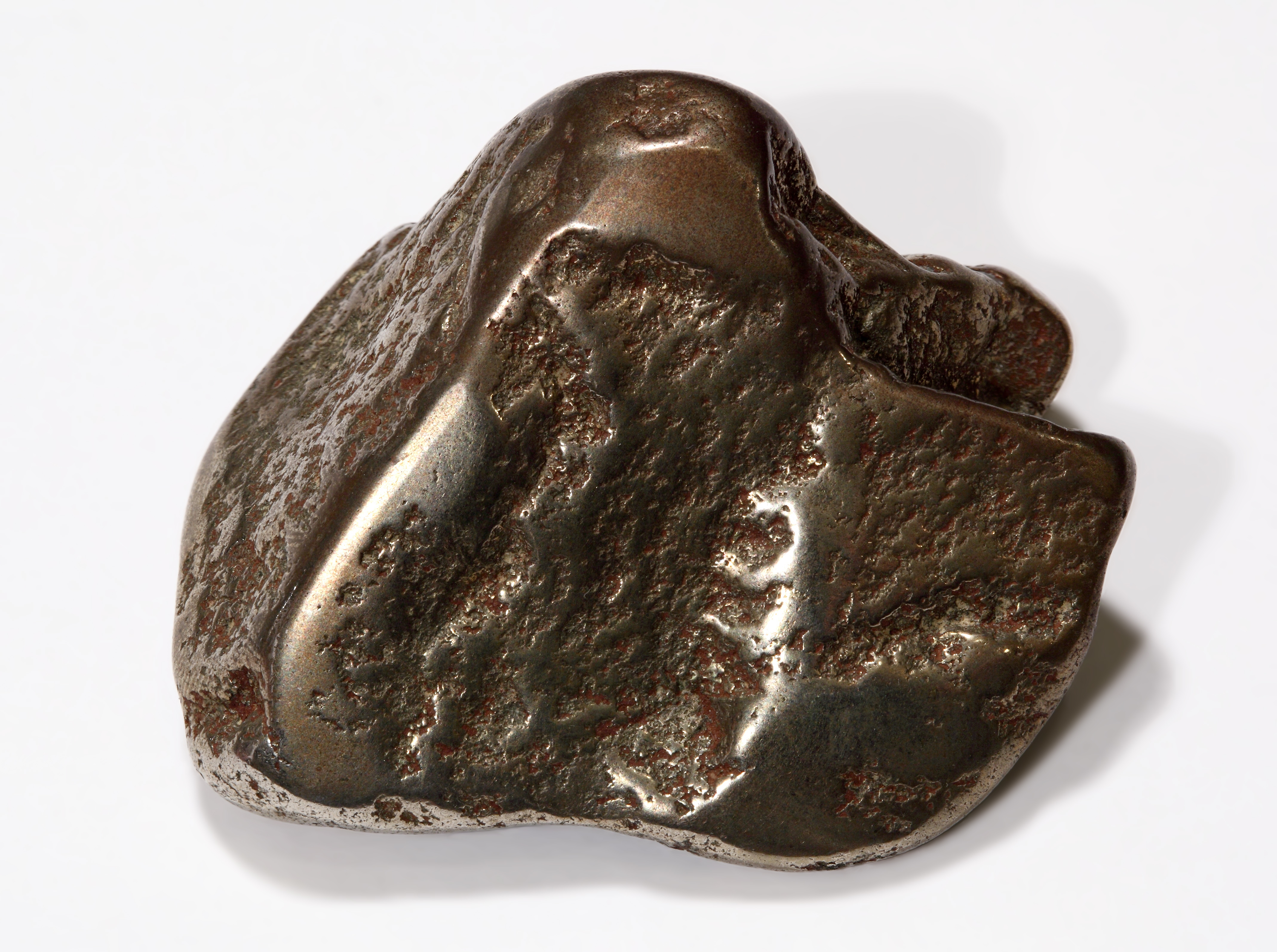
Pepita de mohawkita, mezcla de domeikita, algodonita y cobre nativo

En el estado de Míchigan, el cobre se encuentra casi exclusivamente en la parte occidental de la Península Superior, en una zona conocida como Copper Country (la región del cobre). Copper Country es muy poco común entre los distritos mineros de cobre, porque el cobre se encuentra predominantemente en forma de metal de cobre puro (cobre nativo) en lugar de los óxidos de cobre o sulfuros de cobre que forman el mineral de cobre en casi todos los demás distritos mineros de cobre. Los yacimientos de cobre se encuentran en rocas de edad precámbrica, en una gruesa secuencia de areniscas, conglomerados, lechos de ceniza y basaltos de inundación con buzamiento hacia el noroeste asociados al Sistema de Rift del Medio Continente (Midcontinent Rift System ó Keweenawan Rift).

Los yacimientos de cobre nativo se originan en fisuras, vetas de fuerte buzamiento o en la parte superior amigdaloide de las capas de lava y los lechos de conglomerado de la Serie Lava de Portage Lake. Esta serie de lava "tiene al menos 15.000 pies de espesor en el distrito de cobre de Míchigan" y consta de "varios cientos de flujos de basalto de inundación". Las rocas del distrito son precámbricas y pertenecen a la serie Keweenawan. Durante los seis primeros años de explotación minera se explotaron los yacimientos fisurados, para dar paso después a los yacimientos amigdaloides.

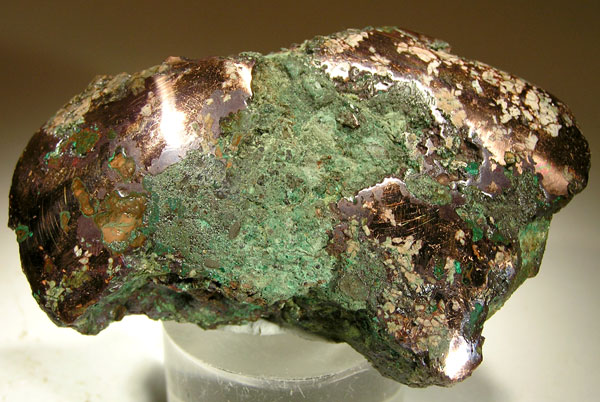
Pepita de cobre nativa del sedimento glacial, condado de Ontonagon (Míchigan). Un ejemplo del mineral en bruto trabajado por los nativos americanos del Viejo Complejo del Cobre, 4000 a 1000 a. C.

Aunque el cobre nativo era el mineral dominante, a veces había calcosina (sulfuro de cobre) y, especialmente en la mina Mohawk, minerales de arseniuro de cobre como mohawkita y domeikita. Los minerales de ganga incluían calcita, cuarzo, epidota, clorita y diversas zeolitas. Varias minas de cobre también contenían una notable cantidad de plata, tanto en forma nativa como aleada naturalmente con el cobre. Halfbreed (mestizo) es el término para una muestra de mineral que contiene el cobre puro y la plata pura en el mismo trozo de roca; sólo se encuentra en los yacimientos de cobre nativo de la Península Superior de Míchigan.

## Nativos americanos
Los nativos americanos fueron los primeros en extraer y trabajar el cobre del Lago Superior y la península de Keweenaw, al norte de Míchigan, entre el 5000 y el 1200 a. C. Los nativos utilizaban este cobre para fabricar herramientas. Las expediciones arqueológicas realizadas en la península de Keweenaw y en Isla Royale revelaron la existencia de pozos de producción de cobre y de piedras de martillar que se utilizaban para trabajar el cobre. Algunos autores han sugerido que durante este periodo se extrajeron hasta 1.500 millones de libras de cobre, pero algunos arqueólogos consideran que cifras tan elevadas son "estimaciones mal construidas" y que se desconoce la cifra real. La arqueóloga Susan Martin escribió que "la excavación competente de muchos yacimientos arqueológicos prehistóricos en la cuenca del Lago Superior revela el uso continuo del cobre a lo largo de todo el periodo prehistórico, en asociación con todos los demás elementos de la cultura material (puntas de proyectil, cerámica y similares) que sin duda son producto de tecnologías autóctonas. Muchos de estos yacimientos han sido datados de forma fiable por medios radiocarbónicos... Es evidente que el trabajo del cobre continúa hasta los años de contacto de los aborígenes con los europeos del siglo XVII. Los especuladores podrían al menos reconocer estos hechos en lugar de pretender que la asociación del cobre con los pueblos indígenas no existe".

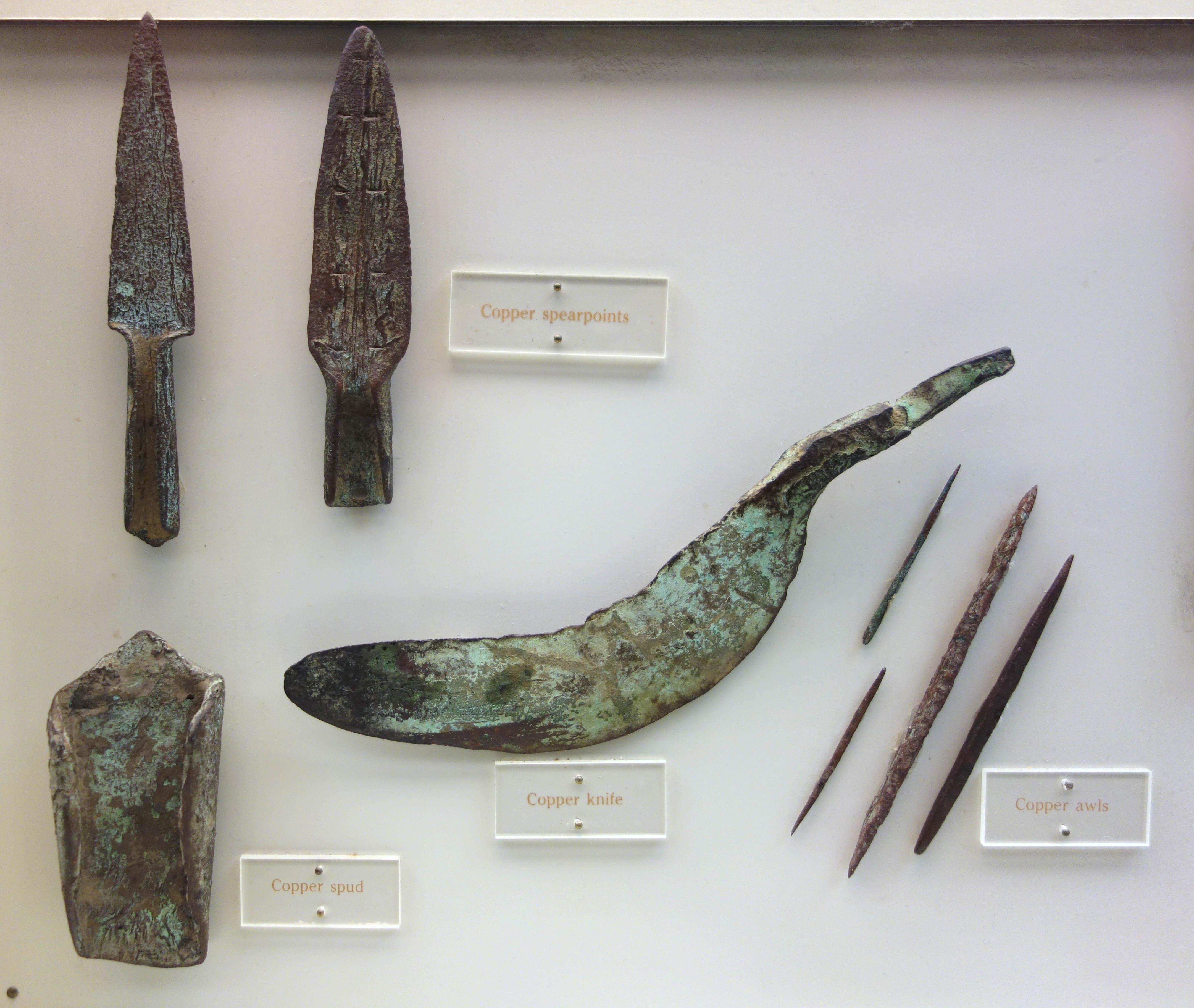
Cuchillo de cobre, puntas de lanza, punzones y pala fabricados a partir de yacimientos de cobre extraídos por los nativos americanos de Wisconsin en el periodo Arcaico Tardío, 3000 a. C.-1000 a. C.

Cuando llegaron los primeros exploradores europeos, la zona estaba habitada por los ojibwa, que no extraían cobre. Según las tradiciones ojibwa, habían suplantado mucho antes a los mineros originales. La primera noticia escrita sobre la existencia de cobre en Míchigan la dio el misionero francés Claude Allouez en 1667. Señaló que los indios de la región del Lago Superior apreciaban las pepitas de cobre que encontraban allí. Los indios guiaron al misionero Claude Dablon hasta el Ontonagon Boulder, una pieza de cobre autóctono de 1,5 toneladas junto al río Ontonagon. Cuando llegaron los buscadores americanos en la década de 1840, se encontraron piezas de cobre en los arroyos o en el suelo.
El informe sobre el cobre de Douglass Houghton de 1841, seguido por el Tratado de La Pointe en 1843, la publicidad del Ontonagon Boulder en el este y una oficina federal de tierras minerales en Copper Harbor desencadenaron la fiebre minera.

Los pozos de cobre abandonados por los nativos americanos condujeron a los primeros mineros a la mayoría de las primeras minas que tuvieron éxito. "Todos los principales yacimientos de mineral se conocían así antes de 1900 y cada uno fue descubierto en exposiciones en o cerca de las raíces de la hierba".: 306 

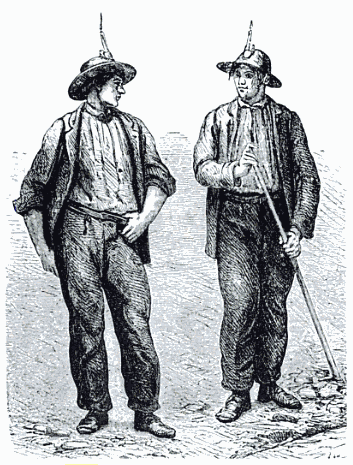
Mineros de Cornualles de mediados del trabajaban en las minas del "Cinturón de Cobre" de la península de Keweenaw, en la península superior de Míchigan.

## Industria minera moderna
El geólogo del estado de Míchigan, Douglass Houghton (que más tarde sería alcalde de Detroit) informó sobre los yacimientos de cobre en 1841, lo que inició rápidamente una avalancha de buscadores.
La minería se llevó a cabo a lo largo de un cinturón que se extendía unos 160 km de suroeste a noreste a través de los condados de Ontonagon, Houghton y Keweenaw isla Royale, en el lado norte del lago Superior, fue ampliamente explorada y se construyó una fundición, pero no se llevó a cabo ninguna explotación minera de importancia allí. Se encontró algo de mineralización de cobre en las rocas Keweenawan más al suroeste en el condado de Douglas (Wisconsin), pero no se desarrollaron minas con éxito allí.
La minería del cobre en la Península Superior experimentó un gran auge y desde 1845 hasta 1887 (cuando fue superada por Butte, Montana) la Copper Country de Míchigan, fue el principal productor de cobre del país. En la mayoría de los años comprendidos entre 1850 y 1881, Míchigan produjo más de tres cuartas partes del cobre de la nación y en 1869 produjo más del 95% del cobre del país.

### Vetas fisurales
La producción comercial comenzó en 1844 en la mina Phoenix. La mayoría de los primeros mineros empezaron con pocos conocimientos o planificación y pocas minas llegaron a tener producción y mucho menos beneficios. La primera mina de cobre que tuvo éxito, la mina Cliff, comenzó a funcionar en 1845 y rápidamente le siguieron muchas otras. Estas primeras minas explotaban vetas fisurales llenas de cobre que atravesaban capas estratigráficas
Aunque la región minera del cobre se extendía unos 160 km de noreste a suroeste, las primeras minas más productivas, que explotaban vetas de fisura, eran las del extremo norte, en el condado de Keweenaw (como las minas Central, Cliff y Phoenix), o las del extremo sur, en el condado de Ontonagon (como la mina Minesota).

En el condado de Keweenaw, los filones de las fisuras eran zonas mineralizadas casi verticales con un rumbo casi perpendicular al de los basaltos y conglomerados que las rodeaban. En el condado de Ontonagon, por el contrario, las fisuras tenían un rumbo casi paralelo y una inclinación ligeramente superior a la de los yacimientos circundantes.

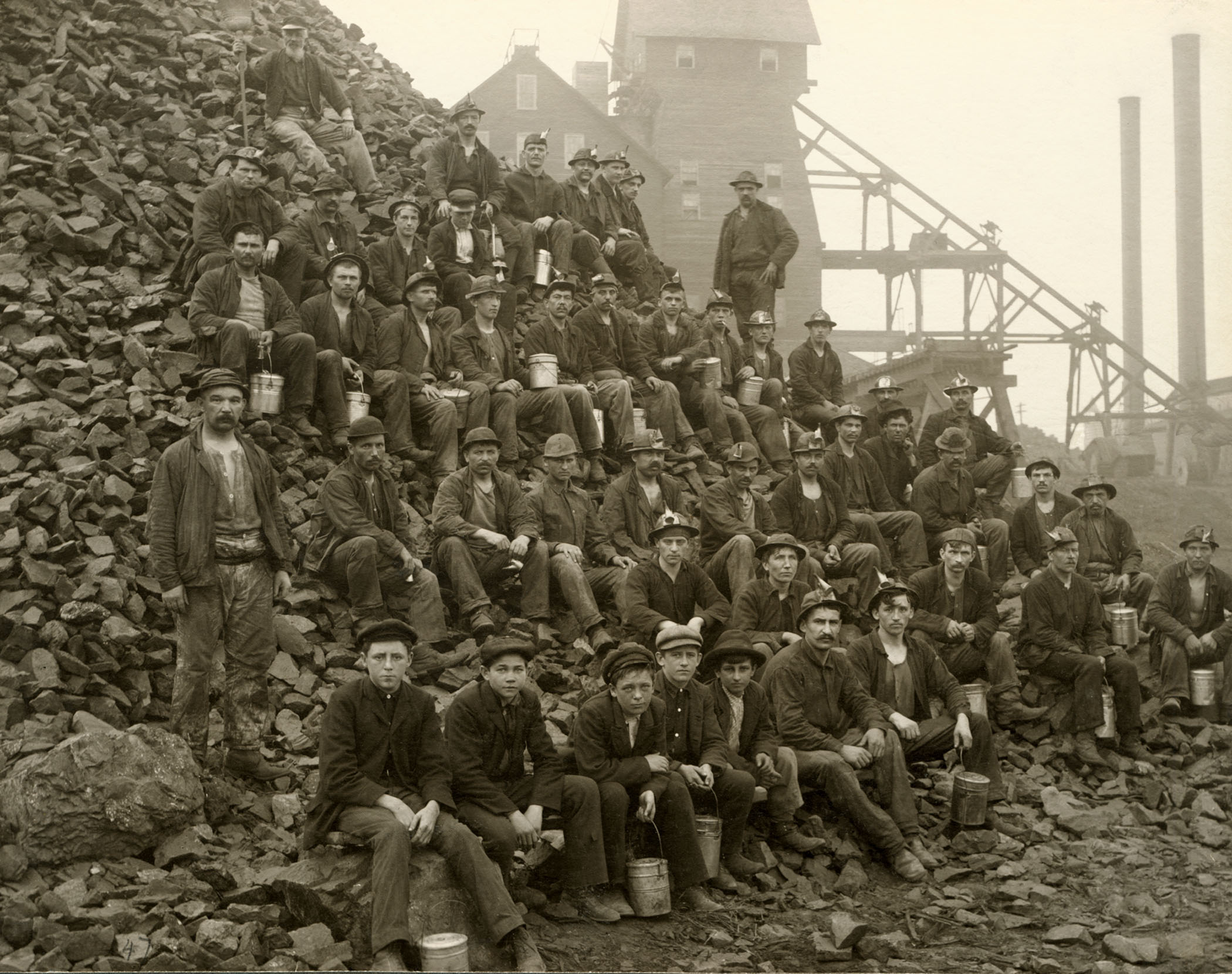
Mineros en la mina Tamarack, en Cooper Country (Míchigan), 1905.

Los mineros a veces encontraban masas de cobre nativo de hasta cientos de toneladas. Para extraer una sola masa de cobre, los mineros podían pasarse meses cincelándola en trozos lo bastante pequeños para izarlos fuera de la mina. Aunque se trataba de cobre puro, la extracción de las masas requería un gran esfuerzo y a veces ni siquiera era rentable. La mayor parte del cobre recuperado era "cobre de barril" (piezas desprendidas de la roca y clasificadas a mano en la "casa de la roca" y enviadas a la fundición en barriles) y cobre más fino desprendido de la roca en molinos de estampación y separado por gravedad en "buddles" o "jigs".

### Depósitos estratiformes
En la década de 1850 comenzaron a explotarse yacimientos estratiformes de cobre autóctono en conglomerados de guijarros de felsita y en las zonas superiores de coladas de lava basáltica (denominados localmente amigdaloides). Aunque los yacimientos de amígdaloides y conglomerados tendían a ser de menor calidad que los de fisuras, eran mucho más grandes y podían explotarse de forma mucho más eficiente, explotando el mineral, elevándolo a la superficie y enviándolo a molinos de estampación situados en otro lugar. La minería amígdala y de conglomerados resultó ser mucho más productiva y rentable que la minería de fisuras y la mayoría de las minas de gran éxito se encontraban en filones amígdalos o de conglomerados. La primera mina que explotó con éxito un yacimiento estratiforme fue la mina Quincy en 1856.

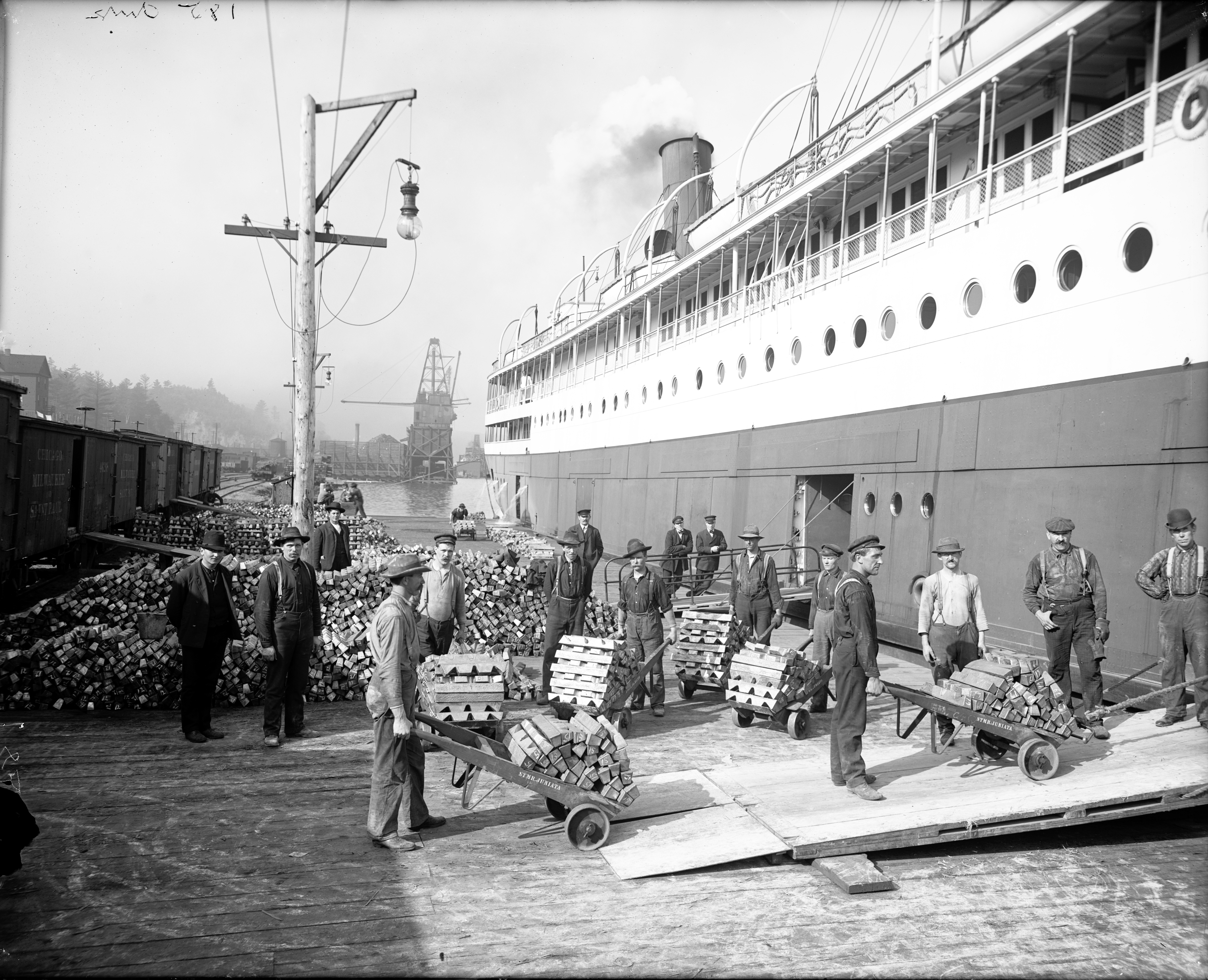
Carga de cobre en un barco de vapor en Houghton (Míchigan), 1905.

El yacimiento más productivo, el conglomerado Calumet, fue abierto por la compañía minera Calumet y Hecla en 1865. "La producción a gran escala cesó en 1939".
Mientras que las minas de fisura de mayor éxito se encontraban en los extremos norte y sur del distrito, las minas de conglomerado y amigdaloide, que producían la gran mayoría del cobre de Míchigan, se concentraban en el centro del distrito, casi todas en el condado de Houghton. Las minas de conglomerado y amigdaloide más productivas estaban situadas a lo largo de una franja de unos 3,2 kilómetros (dos millas) de ancho y 24 millas (39 km) de largo, desde la mina Champion, al suroeste, hasta la mina Ahmeek, al noreste, pasando por las ciudades de Houghton, Hancock y Calumet.

A principios del siglo XX, las empresas del cobre empezaron a consolidarse. Con muy pocas excepciones, como la mina Quincy en Hancock, las minas de Cooper Country pasaron a estar bajo el control de dos empresas: Calumet and Hecla Mining Company, al norte de lago Portage y Copper Range Company, al sur del lago Portage.

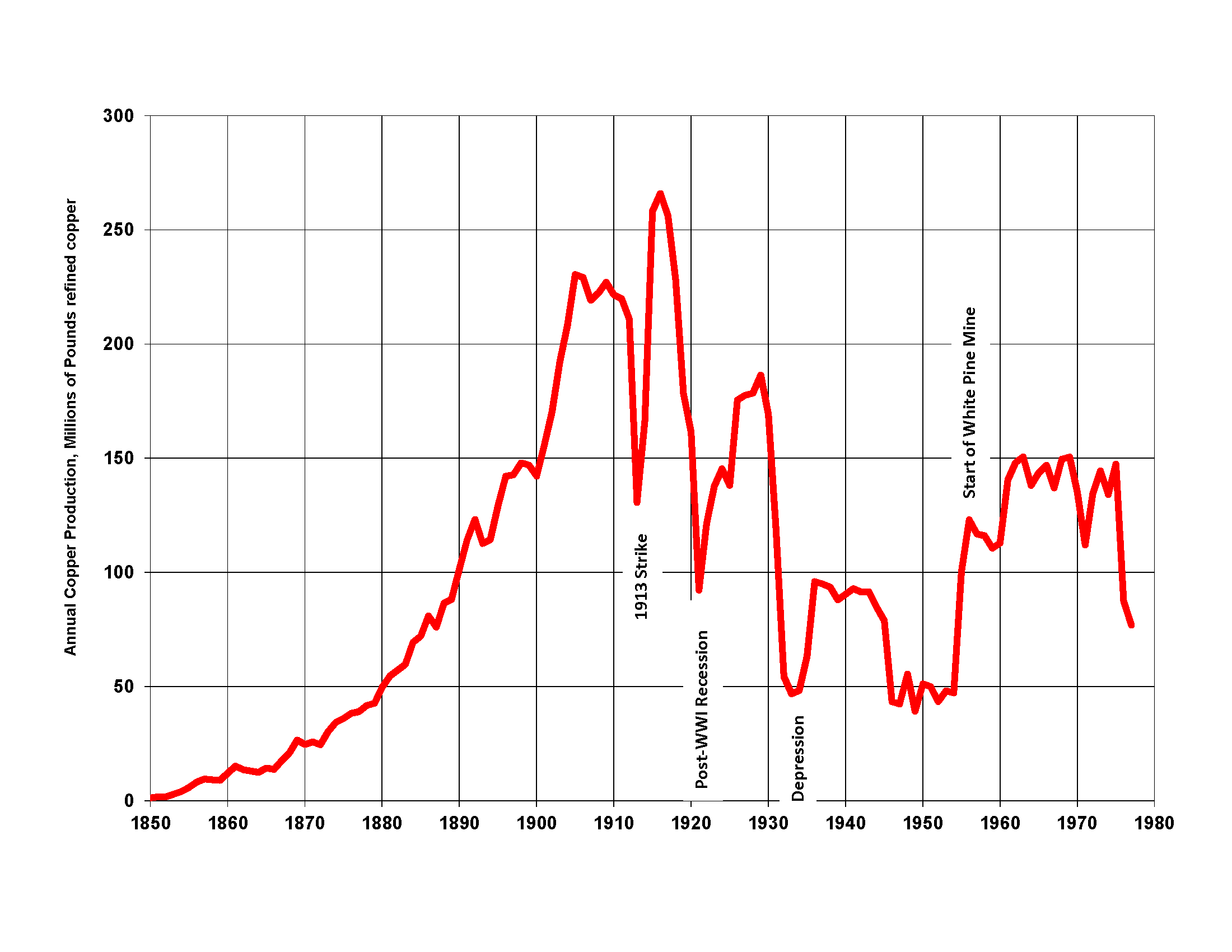
Producción de cobre extraído en Míchigan

La producción anual alcanzó su máximo en 1916 con 121.000 toneladas de cobre. La mayoría de las minas cerraron durante la Gran Depresión debido a la caída de los precios del cobre. Muchas minas reabrieron durante la Segunda Guerra Mundial, cuando la demanda bélica hizo subir los precios del cobre. El final de la guerra puso fin a los altos precios y casi todas las empresas cerraron, quedando sólo las minas Calumet and Hecla, Quincy y Copper Range. Tanto Calumet and Hecla como Quincy sobrevivieron en gran medida gracias al reprocesamiento de la arena estampada que quedaba de las antiguas explotaciones mineras, lixiviando el cobre que quedaba gracias a técnicas de procesamiento más primitivas.
En 1968, la antigua gran Calumet and Hecla fue adquirida por Universal Oil y se convirtió en la división Calumet de la empresa. Para entonces, las explotaciones originales de conglomerado de Calumet and Hecla habían sido abandonadas y la recuperación de arena estampada había terminado. Las minas ni siquiera producían suficiente cobre para abastecer la demanda interna de la empresa. La empresa abrió varios pozos nuevos y deshidrató varios antiguos con la esperanza de encontrar riqueza adicional, pero ninguno tuvo éxito. Ese mismo año, los trabajadores de Calumet and Hecla se declararon en huelga y los nuevos propietarios cerraron definitivamente las minas. Sólo la mina White Pine de la empresa Copper Range permaneció abierta y su mineral era principalmente sulfuros de cobre, en lugar de cobre nativo. La industria del cobre nativo de Míchigan estaba prácticamente muerta, después de producir 5,0 millones de toneladas métricas (11.000 millones de libras) de cobre.

Varias empresas intentaron reabrir minas de cobre durante las dos décadas siguientes, incluidos los intentos de Homestake Mining Company. Ninguno de estos intentos duró más de un par de años ni resultó rentable.

Minería del cobre en Míchigan.

### Impacto económico y medioambiental
La industria del cobre fue, durante más de 100 años, la sangre vital de Copper Country. La ciudad de Red Jacket (ahora Calumet) utilizó parte de su superávit presupuestario para construir el Teatro Calumet, un opulento teatro de ópera que acogió obras y actuaciones famosas de todo el mundo. Muchos ricos directores de minas construyeron mansiones que aún se ven en las calles de las antiguas ciudades mineras. Algunas de las ciudades que existieron principalmente gracias a la minería del cobre son Calumet, Houghton, Hancock y Ontonagon. Cuando las minas empezaron a cerrar, Copper Country perdió su principal base económica. La población disminuyó drásticamente a medida que los mineros, los propietarios de tiendas y otras personas que dependían de la industria abandonaban la zona, dejando muchas pequeñas ciudades fantasma a lo largo de la cordillera mineral.
El turismo, la educación y la explotación forestal son ahora las principales industrias. La industria del cobre dejó muchas minas y edificios abandonados por todo Copper Country. Algunos de ellos forman parte ahora del Parque Histórico Nacional de Keweenaw. Algunas minas, como la mina Adventure, la mina Quincy y la mina Delaware, están abiertas como atracciones turísticas. Muchas otras tierras mineras están simplemente abandonadas.
La minería del cobre también tuvo un impacto significativo en el medio ambiente. Las operaciones de procesamiento de la roca minera dejaron muchos campos de arena estampada, algunos de los cuales crecieron tanto que se convirtieron en peligros para la navegación en el canal de Keweenaw. La mayoría de estas arenas estériles son ahora zonas Superfund que se están rehabilitando lentamente. Las minas también necesitaban mucha madera, para los soportes de los túneles, las viviendas y la generación de vapor. Prácticamente todas las zonas de Copper Country fueron taladas, hasta el punto de que sólo quedan algunas pequeñas zonas de bosque antiguo como los pinos de Estivant. Se ha dejado que las tierras anteriormente taladas vuelvan a crecer, hasta el punto de que muchas parcelas están siendo explotadas de forma limitada por empresas madereras y papeleras.

## Mina White Pine

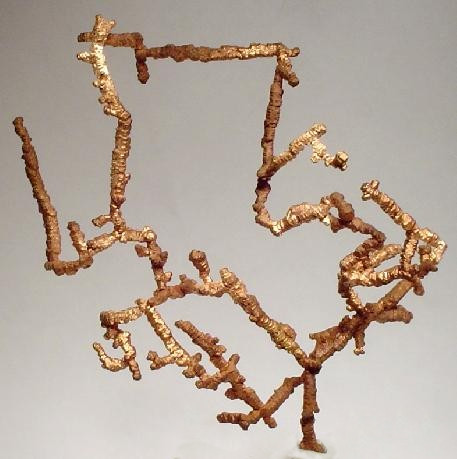
Espectacular espécimen de cristales de cobre alargados y maclados de espinela de la antigua mina White Pine.

Las pizarras de Nonesuch, que contienen cobre, en el extremo sur de Copper Country, en el condado de Ontonagon, se conocían desde el siglo XIX. Pero las calidades del mineral eran demasiado bajas, las partículas de mineral demasiado pequeñas y el cobre se encontraba principalmente en sulfuros en lugar de cobre nativo. Todas estas condiciones hacían que los depósitos de esquisto no fueran rentables, aunque se hicieron repetidos intentos de extraer el esquisto en la mina Nonesuch.
En 1955, Copper Range Company inició la explotación minera a gran escala en la mina White Pine, cerca de la antigua mina Nonesuch. El yacimiento es un depósito estratiforme en los 15 m inferiores del proterozoico Nonesuch y los 2 m superiores del conglomerado subyacente Copper Harbor. El mineral principal era la calcosina, aunque el cobre nativo predominaba en la parte inferior de los yacimientos. La mina tuvo mucho éxito y produjo más de 1,8 millones de toneladas métricas (4.000 millones de libras) de cobre durante su vida útil. La mina White Pine, la última gran mina de cobre de Míchigan, cerró en 1995.
La empresa solicitó a los organismos gubernamentales continuar la extracción mediante lixiviación in situ, utilizando ácido sulfúrico para recuperar otros 900 millones de libras (410.000 toneladas métricas) de cobre mediante SX-EW (solvent extraction and electrowinning; extracción por solventes y electroobtención). El Departamento de Calidad Medioambiental de Míchigan aprobó el permiso en mayo de 1996 y White Pine instaló un proyecto piloto de lixiviación in situ. Los nativos americanos de la reserva de Bad River, en el norte de Wisconsin, bloquearon los envíos ferroviarios de ácido sulfúrico a la mina; la mina empezó a recibir los envíos de ácido por camión. La Agencia de Protección Ambiental de Estados Unidos, que anteriormente había afirmado que no tenía ningún papel en la concesión de permisos, dio marcha atrás y declaró que White Pine tendría que solicitar un permiso federal. White Pine, que ya había empezado a recuperar cobre del proyecto piloto, suspendió la minería de disolución en octubre de 1996 y solicitó el permiso a la Agencia de Protección Ambiental de Estados Unidos. En mayo de 1997, la empresa retiró la solicitud de permiso a la Agencia de Protección Ambiental de Estados Unidos, alegando que los nuevos retrasos en la concesión de permisos habían hecho que el proyecto resultara antieconómico y anunció sus planes de iniciar la recuperación del emplazamiento minero.
El embalse de estériles de la mina White Pine sufre actualmente una importante degradación medioambiental. Entre 1997 y 1999, la Universidad de Montana llevó a cabo grandes esfuerzos para restaurar y revegetar el árido paisaje, pero no está claro si ha tenido éxito. La universidad ha publicado un informe detallado de su proyecto. Se dispone de imágenes por satélite en (46°47′17.91″N 89°31′47.97″W).
En 2012, SubTerra utilizó la mina para la investigación farmacéutica.
La edición del 7 de julio de 2021 del medio de noticias local Keweenaw Report lleva por titular: La minería regresa a White Pine.

## Mina Eagle
Además de los yacimientos sedimentarios de cobre que dominan la Península Superior, la mina Eagle es un yacimiento magmático de sulfuros de níquel-cobre (Ni-Cu) de alta calidad descubierto por Río Tinto en 2002 y vendido posteriormente a Lundin Mining (2013). La mina Eagle está situada en las llanuras Yellow Dog, a unos 40 kilómetros al noroeste de Marquette, en la Península Superior de Míchigan. Los trabajos de construcción comenzaron en 2010, la producción comercial se inició en 2014 y se prevé que dure hasta nueve años. Una vez finalizada la explotación, el emplazamiento se recuperará. Se prevé que la mina produzca 360 millones de libras de níquel, 295 millones de libras de cobre y pequeñas cantidades de otros metales a lo largo de sus nueve años de vida útil (de 2014 al cuarto trimestre de 2023). Otros metales básicos son el platino, el paladio y el cobalto. Los minerales se procesarán en la fábrica de Humboldt, en el municipio de Michigamme. El concentrado se carga en vagones de tren cubiertos y se envía a fundiciones de Canadá o Europa.
La mina Eagle fue la primera explotación autorizada en virtud de la Ley de Minería de Metales No Ferrosos de Míchigan, más conocida como Parte 632.

## Mina Copperwood
El 13 de marzo de 2013, el Departamento de Calidad Medioambiental de Míchigan concedió a Corporación Orvana, de Toronto (Ontario), los permisos definitivos para iniciar la explotación minera al norte de Wakefield, en el condado de Gogebic.
Orvana calcula que en su yacimiento hay aproximadamente mil millones de libras de cobre, junto con cantidades menores de plata. Los estudios indican que pueden extraerse 800 millones de libras (360.000 toneladas métricas) de cobre, así como 3.456.000 onzas de plata. La producción duraría 13 años, basándose en esas reservas. El proyecto fue comprado entonces por Highland Copper Company, una empresa de exploración con sede en Montreal, en 2014 y se está elaborando un informe de viabilidad actualizado y los permisos para el proyecto están previstos para finales de 2018.

## Mina Back Forty
La mina Back Forty es un proyecto de explotación a cielo abierto de sulfuros metálicos de oro y zinc en el condado de Menominee, en la parte centro-sur de la Península Superior de Míchigan, junto al río Menominee.